# Tarr-Nunatak
Der Tarr-Nunatak ist ein rund 1700 m hoher Nunatak auf der antarktischen Ross-Insel. Er ragt 1,9 km südsüdwestlich des Abbott Peak am Nordwesthang des Mount Erebus auf.
Das New Zealand Geographic Board benannte ihn im Jahr 2000 nach Sergeant Laurence Walter „Wally“ Tarr (1924–2012) von der Royal New Zealand Air Force, Flugzeugmechaniker bei der Commonwealth Trans-Antarctic Expedition (1955–1958).